# ورم الخلية الجنسية خارج القحف
ورم الخلية الجنسية خارج القحف هو نمو غير طبيعي للخلايا الجنسية في الغدد التناسلية (الخصيتين أو المبيضين) ومناطق أخرى غير الدماغ عبر الأنسجة أو الجهاز اللمفي أو الدورة الدموية. يمكن أن يكون الورم حميدًا أو خبيثًا (سرطانيًا) حسب معدل نموه. وفقًا للمعهد الوطني للسرطان ومستشفى سانت جود لبحوث الأطفال، احتمال إصابة الأطفال دون الـ15 عامًا بورم الخلية الجنسية خارج القحف هو 3%، مقارنةً بالمراهقين، إذ يكون احتمال إصابة من تتراوح أعمارهم بين 15-19 عامًا بورم الخلية الجنسية خارج القحف 14%. لا توجد نقطة فاصلة واضحة بين الأطفال والمراهقين. تشير بعض الأبحاث إلى أن نقاط الفصل الشائعة هي 11 عامًا و15 عامًا.
تتنوع العلامات والأعراض وفقًا لموقع أورام الخلايا الجنسية خارج القحف. تشمل الأعراض الشائعة الحمى، والإمساك، وكتلة في البطن مع أو بدون ألم، وآلام الظهر، وانتفاخات في الخصيتين عند الذكور، ونزيف غير طبيعي في المهبل أو اقطاع الدورة الطمثية لدى الإناث. لم يُكتشف سبب أورام الخلايا الجنسية خارج القحف. تشمل بعض عوامل الخطر المحتملة التدخين وشرب الكحول ومتلازمات وراثية محددة والتشوهات الخلقية وغير ذلك. من بين عوامل الخطر هذه، على وجه التحديد، تزيد متلازمة كلاينفيلتر والخصية الهاجرة من احتمالية إصابة الذكور بأورام الخصية، وتؤثر متلازمة تيرنر على خطر الإصابة بأكياس المبيض لدى الإناث. قد تزيد متلازمة سوير وغيرها من المتلازمات من خطر الإصابة بأورام الخلايا الجنسية في الغدد التناسلية.
يتم التشخيص عبر مجموعة من تقنيات التصوير الطبي والفحوصات البدنية وفحص عينات من الدم والبول والأنسجة باستخدام المجهر. من خلال جمع البيانات من هذه الفحوصات، يستخدم الأطباء تصنيفات أورام الخلايا الجنسية خارج القحف للمساعدة في تشخيص نوع الورم. نظرًا لاحتمال وجود هذه الأورام لدى الأطفال، استُخدمت العديد من الاستراتيجيات العلاجية لإزالة الورم أو قتل الخلايا السرطانية. تشمل العلاجات الجراحة والعلاج الكيميائي والعلاج بالأشعة والعلاج الموجه والعلاج الإنقاذي والتجارب السريرية. من بين العلاجات، يعد مزيج بي إي بّي (بليومايسين، إيتوبوسيد، سيسبلاتين) طريقة العلاج الكيميائي القياسية لأورام الخلايا الجنسية خارج القحف عن طريق زيادة معدلات البقاء. يختلف إنذار أورام الخلايا الجنسية في الغدد التناسلية بعد سلسلة من العلاجات وفحوصات المتابعة التي تشمل عوامل كالعمر والجنس ونوع ورم الخلية الجنسية خارج القحف وموقع الكيسة وطريقة العلاج والاستجابة والأعراض التي تظهر بعد فترة من الزمن.

## العلامات والأعراض
تظهر علامات وأعراض ورم الخلية الجنسية خارج القحف عند الأطفال أو المراهقين أو الشباب. تشمل هذه الأعراض الحمى، والإمساك، ونزيف غير طبيعي في المهبل وانقطاع الدورة الطمثية عند الإناث، وكتلة في الخصيتين عند الذكور، وكتل على طول خط الوسط في الجسم، وتشمل العصعص، والعنق، والبطن. تختلف أعراض أورام الخلايا الجنسية خارج القحف بحسب موقعها. وفقًا لأعراض وموقع أورام الخلايا الجنسية خارج القحف، يمكن للأخصائيين تشخيص نوع الورم.

## العلاجات
تُطبق مجموعة من العلاجات للقضاء على الخلايا السرطانية أو إزالتها من موقعها. تعتمد أنواع العلاج المختلفة على مكان الورم ونوعه ومرحلة الورم. تشمل العلاجات المناسبة لزيادة معدل البقاء وتقليل احتمالية عودة الخلايا السرطانية:
- الجراحة: العلاج الأكثر شيوعًا، تشمل إزالة أورام الخلايا الجنسية خارج القحف من موقعها.[10][11][12]
- العلاج الكيميائي: تقلل أدوية العلاج الكيميائي القائمة على البلاتين من نمو الخلايا الورمية أو تدمر هذه الخلايا من أجل منعها من أن تصبح سرطانية. أحد الأدوية الأكثر شيوعًا هو بي إي بّي، وهو دواء مركب من سيسبلاتين وإيتوبوسيد وبليومايسين. [12]
- العلاج بالأشعة: عن طريق إحداث تلف في الحمض النووي الريبوزي منقوص الأكسجين (الدنا) للخلايا الورمية لإيقاف انقسامها.
- العلاج الموجه: مشابه لأدوية العلاج الكيميائي، لكن الأدوية تستهدف الخلايا الورمية بشكل خاص من خلال جيناتها أو بروتيناتها أو أنسجتها فتؤثر على نمو الخلايا الورمية.
- العلاج الإنقاذي: يُعطى هذا العلاج في حال عدم الاستجابة للعلاجات السابقة.
- التجارب السريرية: دراسة المتابعة بعد العلاجات مثل الجراحة أو العلاج الكيميائي أو العلاج بالأشعة.

رغم وجود احتمال كبير للقضاء على الخلايا الورمية عبر تطبيق العلاجات، توجد مخاطر للآثار الجانبية بعد العلاج. تشمل الآثار الجانبية المحتملة للعلاج بالأشعة والعلاج الكيميائي الإعياء، وتغيرات الجلد، وتساقط الشعر، والإسهال، وصعوبة في البلع، والإقياء، وتغيرات في الوزن، وتورم الثديين، ومشاكل جنسية، ومشاكل الخصوبة، واضطرابات التبول وتغيرات في المثانة.